# 愛子大仏
座標: 北緯38度17分8.5秒 東経140度45分25.5秒 / 北緯38.285694度 東経140.757083度

愛子大仏

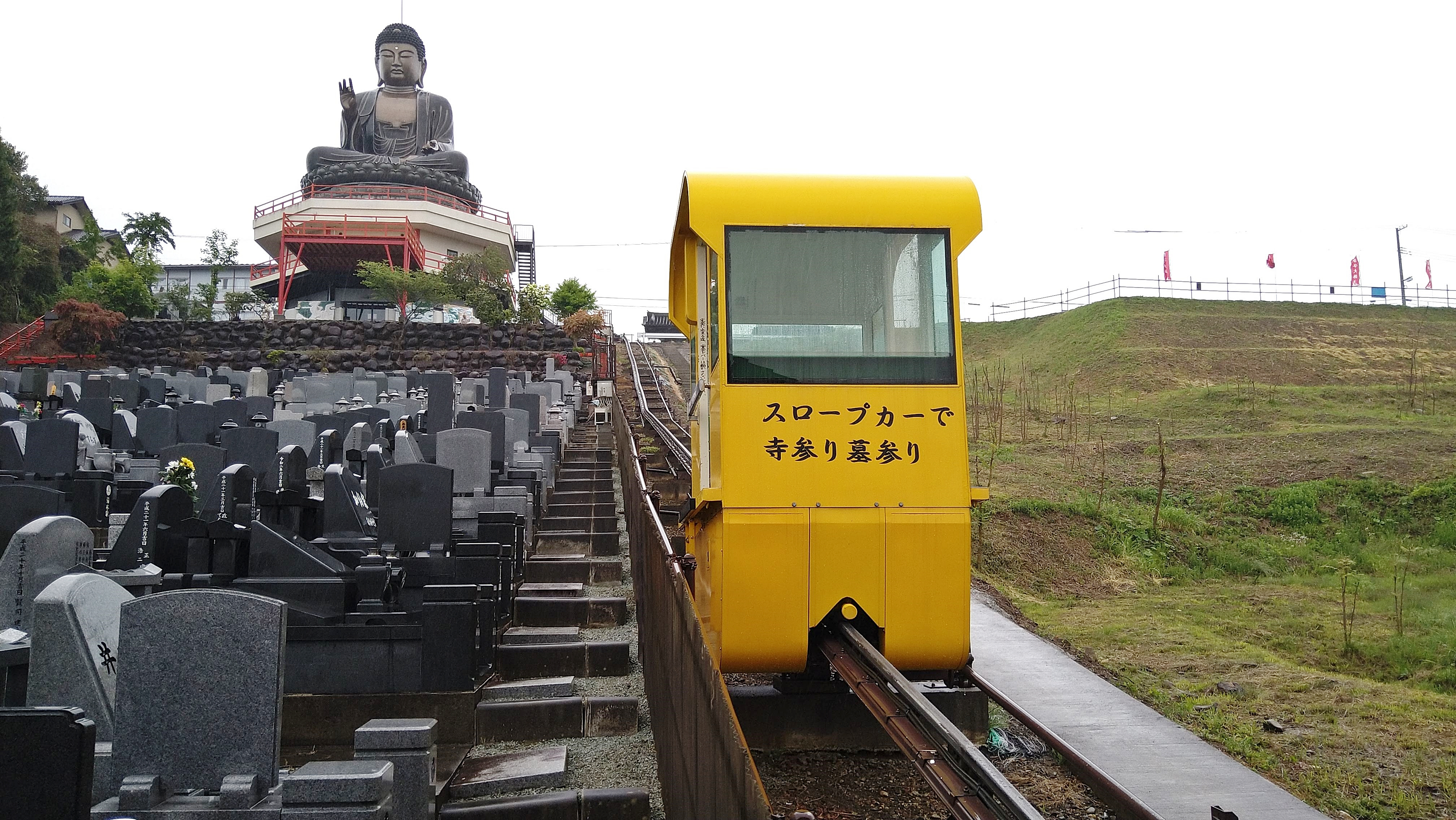
愛子大仏とスロープカー「ナムナム号」

愛子大仏（あやしだいぶつ）とは、宮城県仙台市青葉区の佛国寺にある大仏。

## 概要
- 2002年（平成14年）10月に建立された。
- 高さ約16メートル
- 高台にあり真南を向いている。
- FRP製（繊維強化プラスチック製）である。
- 岩手県にある盛岡大仏と似た形をしている。愛子大仏の方が体型がふっくらとしており、避雷針がついているという違いがある。
- 下部駐車場からの大仏拝観はスロープカーで行う（ナムナム号）。ただし、インバータの故障で2023年夏から運休しており、製作メーカー側の不作為で再開の目途が立っていない[2]。運賃代わりとして車内に浄財箱があり、浄財で乗車できる。この浄財はひとり親世帯や子どもをサポートする支援団体に寄付されている。

## 交通アクセス
- JR仙山線愛子駅から北方向に約2km。バス利用の場合は、愛子駅から仙台市営バス75系統または77系統で中原浄水場前下車。あるいは、仙台駅から仙台市営バス855系統で佛國寺前下車。バスの本数はいずれも少ない。